# 太平洋奇蹟的作戰 基斯卡島
《太平洋奇蹟的作戰 基斯卡島》（日語：たいへいようきせきのさくせん キスカ）是1965年日本上映的戰爭電影，丸山誠治導演作品。
出自原作家千早正隆的《太平洋海戦最大の奇跡》一作品改編，呈現日軍基斯卡島撤退作戰的當時情況。

## 劇情概要
1943年，阿留申群島的日軍幾乎快被美軍給消滅殆盡，所剩守於基斯卡島上的五千兩百名兵力，連日受到美軍砲擊及空襲等軍事威脅，日本海軍軍令部下令第一水雷中隊指揮官大村昌太郎少將前去搭救在基斯卡島的殘餘部隊，在大霧籠罩著基斯卡島，深刻顯現出孤立無援的無助狀況，士氣逐漸低落。這場驚險的撤退行動，大村能夠化險為夷，安撫大家的情緒，順利達成任務嗎？

## 演員列表
- 大村少將：三船敏郎
- 川島中將：山村聰
- 國友大佐：中丸忠雄
- 玉井中佐：稻葉義男
- 阿久根大佐：田崎潤
- 福本少尉：兒玉清
- 秋谷司令官：藤田進
- 寺井先任参謀：土屋嘉男
- 工藤軍醫長：平田昭彦
- 加藤一水：黒部進
- 天野少佐：佐藤允
- 俵少尉：久保明
- 軍令部總長：志村喬
- 軍令部赤司参謀：西村晃
- 三上少尉：船戸順
- イ號7潛艇先任將校：桐野洋雄
- 小島主計兵長：堺左千夫
- 分遣隊長：山本廉
- 中村上水：二瓶正也
- 佐野一曹：佐田豊
- 茂木中尉：大塚国夫
- 木曽艦長：伊藤久哉
- 松原二曹：石田茂樹
- 士官：伊吹徹

## 外部連結
- 太平洋奇蹟的作戰 金斯卡島（日語）